# Société des Artistes Indépendants

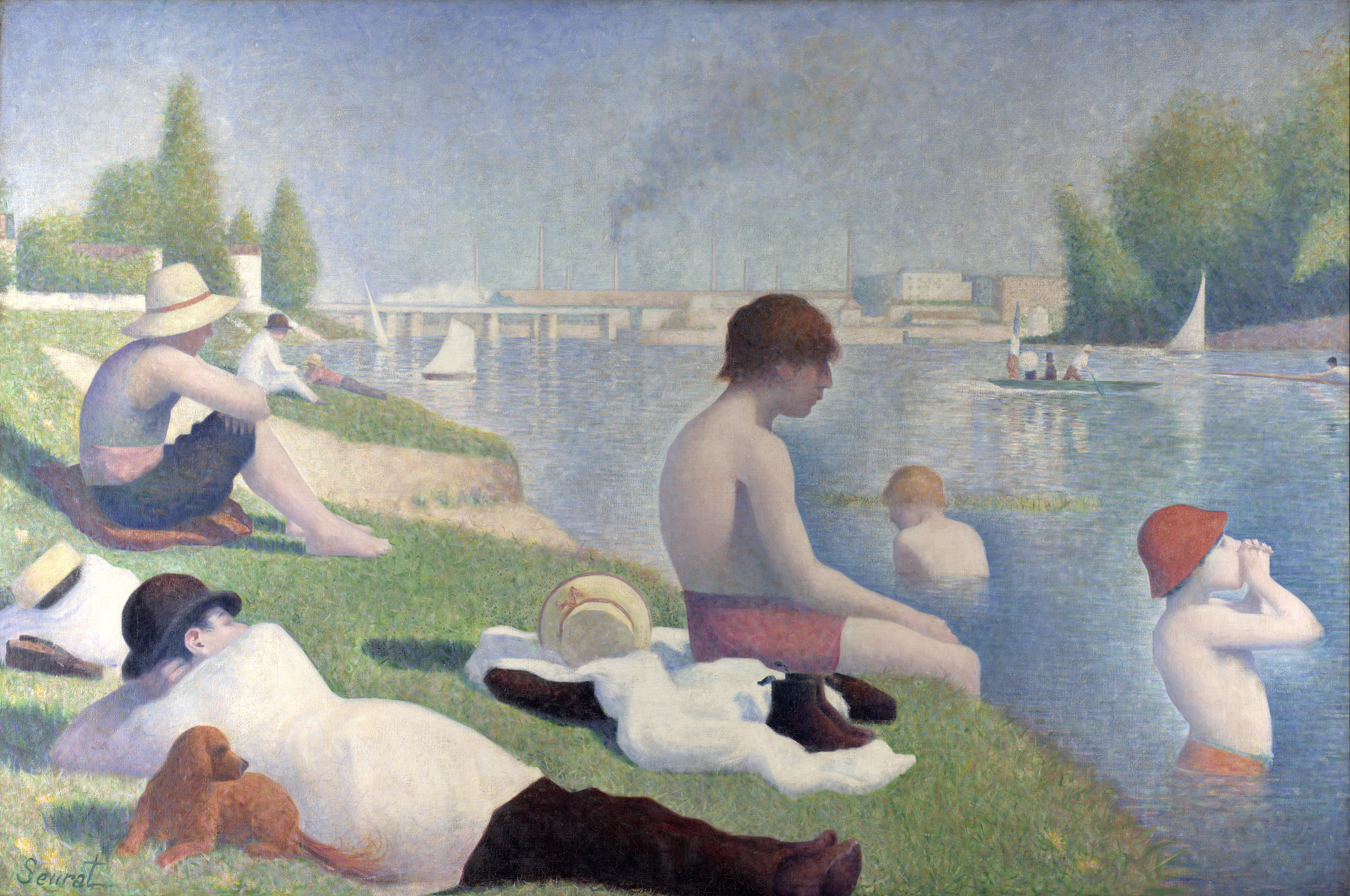
Une baignade à Asnières van Georges Seurat, National Gallery, Londen

De Société des Artistes Indépendants was (en is) een genootschap van aanvankelijk alleen Franse kunstenaars dat in 1884 werd opgericht door een groep schilders die bekendstonden onder de aanduiding Les Indépendants (de onafhankelijken). Tot de groep behoorden onder meer Odilon Redon, Albert Dubois-Pillet, Henri-Edmond Cross, Georges Seurat en Paul Signac.
Zij richtten een eigen salon op om werk van verwante kunstenaars te exposeren, de Salon des Indépendants. Het oorspronkelijke doel hiervan was om werken van kunstenaars als Vincent van Gogh, Paul Cézanne, Paul Gauguin, Henri de Toulouse-Lautrec, Henri Matisse en Henri Rousseau onder de aandacht te brengen.
Daarin was de salon vergelijkbaar met de eerdere, in 1863 opgerichte, Salon des Refusés waar werken werden geëxposeerd die waren geweigerd door de officiële Parijse salon. In 1881 werd de officiële steun voor de 'Salon der geweigerden' door de Franse regering ingetrokken. De salon van de Indépendants werkte zonder jury en zonder prijzen en onttrok zich daarmee aan de beoordeling van de officiële instanties.
De eerste expositie in 1884 vond plaats in de Jardin des Tuileries in Parijs.
Het was op deze tentoonstelling dat Georges Seurat zijn eerste grote werk toonde in de stijl van het 'divisionisme' of pointillisme zoals het later genoemd zou worden: Une baignade. Asnières (1883 - 1884).
De Salon des Indépendants wordt sinds 1950 gehouden in het Grand Palais in Parijs en staat open voor vele soorten kunst, vaak vernieuwend van aard.